# パーシヴァル・ワイルド
パーシヴァル・ワイルド（Percival Wilde、1887年3月1日 - 1953年9月19日）は、アメリカ合衆国の劇作家、作家。ニューヨーク州・ニューヨーク市出身。

## 概要
19歳の時に飛び級でコロンビア大学を卒業後、5年間銀行で務める。夢を諦めきれず、1912年に25歳で劇作家デビュー。1915年には戯曲をまとめた「Dawn and One Act Plays Of Life Today」を出版。その後も多くのヴォードヴィル用・脚本を書いた。
いくつかのミステリー小説も発表しており、1929年のミステリー短編集『Rogues in Clover（邦題：悪党どものお楽しみ）』はエラリー・クイーンに絶賛され、世界中のミステリー短編集を紹介する「クイーンの定員」にて取り上げられた（当時は最も入手困難な作品として紹介された）。そして1938年に発表したミステリー小説『検死審問』がレイモンド・チャンドラーに絶賛される。日本では江戸川乱歩も絶賛したという。
作品群は既に著作権が消滅しているため、英語の原文は全てネット上で読むことが出来る（外部リンク参照）。

## 主な仕事

### 小説・長編
- Mystery Week-End (1938)
- Inquest (1938)

『検死審問―インクエスト』越前敏弥／訳（創元推理文庫，2008/2）ISBN 978-4488274047
- Design for Murder (1941)
- Tinsley's Bones (1942)

『検死審問ふたたび』越前敏弥／訳（創元推理文庫，2009/3/20）ISBN 978-4488274054

### 小説・短編集
- Rogues in Clover (1929)

『悪党どものお楽しみ』巴妙子／訳（国書刊行会，2000/11）ISBN 978-4336042460
- P. Moran, Operative (1947)

『探偵術教えます』巴妙子／訳（晶文社，2002/11）ISBN 978-4794927347

### 戯曲
- Dawn and One Act Plays Of Life Today (1915) ISBN 978-0548525807
- The Beautiful Story ISBN 978-1425477806
- The Villain in the Piece ISBN 978-1425477776
- A Question of Morality ISBN 978-1425477790
- The Reckoning ISBN 978-0548692172
- According to Darwin ISBN 978-1425477783
- The Unseen Host ISBN 978-0548946152
- Eight Comedies For Little Theaters ISBN 978-0548526750

### 映画・原作
- Moonlight Follies (1921)

邦題は「月光の夢」。
- The Guttersnipe (1922)

邦題は「鉄拳娘」。
- The Rise of Duton Lang (1955)